# Crosbylonia borealis
Crosbylonia borealis là một loài nhện trong họ Linyphiidae. Chúng được Kirill Yuryevich Eskov miêu tả năm 1988, và chỉ được tìm thấy ở Nga.